# Yusuke Sudo
Yusuke Sudo (須藤 右介 Sudo Yusuke?), född 7 maj 1986 i Tokyo prefektur, är en japansk fotbollsspelare.
Sudo började sin karriär 2005 i Nagoya Grampus Eight. Efter Nagoya Grampus Eight spelade han för Yokohama FC, Matsumoto Yamaga FC, Salgueiro AC, Tombense FC, FC Gifu och SC Sagamihara. Han avslutade karriären 2015.